# Nouvelle Revue française
La Nouvelle Revue française (NRF; de volledige titel kent echter twee hoofdletters en één kleine letter) is een literair tijdschrift dat in 1909 werd opgericht door André Gide. Al in 1908 was een eerste nummer verschenen, maar de oprichters raakten in onmin en gingen uiteen. In 1909 verscheen opnieuw een "eerste nummer". In 1911 werd Gaston Gallimard redacteur van het tijdschrift; vanaf dat moment was het het visitekaartje van het juist opgerichte uitgevershuis Gallimard.

## Signatuur
Aanvankelijk droeg de NRF het stempel van de gevestigde auteurs van die tijd, met name van Paul Bourget en Anatole France. Meer en meer ging het blad een voortrekkersrol spelen, en tussen de twee wereldoorlogen werd het in Frankrijk het meest vooraanstaande literaire tijdschrift, waarin onder meer de eerste publicaties van André Malraux en Jean-Paul Sartre verschenen.

## Oorlog en herrijzenis
In 1940 werd de uitgave gestaakt, maar vanaf dat jaar tot 1943 werd het blad onder Pierre Drieu la Rochelle nieuw leven ingeblazen; het koos de kant van het fascisme. Na de oorlog werd het dan ook verboden. Pas in 1953 werd de uitgave hervat, nu onder leiding van de vooroorlogse redacteur Jean Paulhan (met medewerking van Marcel Arland), en onder de titel la Nouvelle Nouvelle Revue française, dus met tweemaal "nouvelle" ("nieuw") in de titel.

## Huidige positie
Het blad heeft deels aan invloed ingeboet, maar is nog steeds een instituut op zichzelf, dat model heeft gestaan voor vele later opgerichte literaire tijdschriften. La Nouvelle Revue française is nu een kwartaalblad. 

## Redacteuren
- 1908–1914: André Gide
- onderbreking door Eerste Wereldoorlog
- 1919–1925: Jacques Rivière
- 1925–1940: Jean Paulhan
- 1940–1943: Pierre Drieu La Rochelle
- onderbreking; na de oorlog verboden
- 1953–1968: Jean Paulhan
- 1968–1977: Marcel Arland
- 1977–1987: Georges Lambrichs
- 1987–1996: Jacques Réda
- 1996–1999: Bertrand Visage
- 1999–2010: Michel Braudeau
- 2011–2014: Antoine Gallimard, Philippe Forest & Stéphane Audeguy
- 2015–2022: Michel Crépu
- 2022–2023: Maud Simonnot
- 2023–nu: Olivia Gesbert